# Smoke
Smoke és una pel·lícula independent dirigida per Wayne Wang i Paul Auster (encara que aquest últim no surt als crèdits) de l'any 1995, coproduïda per Alemanya, Estats Units i Japó, i amb guió de Paul Auster. Entre altres guardons, va guanyar el Gran Premi del Jurat al Festival de Cinema de Berlín de 1996.
El novel·lista es va basar en un relat curt seu de 1990 per a The New York Times a l'hora d'escriure el guió, i posteriorment també va escriure i dirigir la pseudoseqüela de la pel·lícula, Blue in the Face (1995), que segueix les vides d'alguns dels personatges i n'introdueix de nous.

## Argument
Durant l'estiu de 1987, l'estanc d'Auggie Wren (Harvey Keitel) a Brooklyn és el centre de les curioses històries creuades que viuen els personatges que freqüenten l'establiment. Auggie té afició per la Fotografia, i cada dia a la mateixa hora exacta fa una foto d'allò que passa davant del seu estanc. Paul Benjamin (William Hurt), un dels seus clients habituals, és un escriptor que està travessant una crisi personal i, de retruc, creativa; un dia Rashid (Harold Perrineau) li salva la vida i entre ells dos neix una amistat. Llavors Paul ajudarà el jove a trobar el seu pare. Un dia apareix per l'estanc Ruby (Stockard Channing), una exparella d'Auggie que li comunica que la seva filla Felicity (Ashley Judd), drogoaddicta i embarassada, probablement també és filla d'ell. Com que veu que necessiten ajuda econòmica, Auggie farà el possible per aconseguir diners per a elles. A Paul li comuniquen una bona notícia: ha estat l'escollit per escriure el conte de Nadal d'aquell any per al diari, però no té idees i no se li acut res; Auggie li explica la història de com va aconseguir la càmera de fotos i li ensenya els seus àlbums, amb l'esperança d'inspirar-lo amb les anècdotes.

## Repartiment
- Harvey Keitel: Augustus 'Auggie' Wren
- William Hurt: Paul Benjamin
- Harold Perrineau: Thomas 'Rashid' Cole (com Harold Perrineau Jr.)
- Forest Whitaker: Cyrus Cole
- Stockard Channing: Ruby McNutt
- Victor Argo: Vinnie
- Ashley Judd: Felicity
- Jared Harris: Jimmy Rose
- Deirdre O'Connell: Sue la cambrera
- Michelle Hurst: Tia Em
- Daniel Auster: el lladre
- Giancarlo Esposito: Tommy
- José Zúñiga: Jerry
- Stephen Gevedon: Dennis (com Steve Gevedon)

## Premis i nominacions

### Premis
- 1995. Os de Plata (Premi especial del Jurat) al Festival de Cinema de Berlín per Wayne Wang i Paul Auster
- 1996. Premi Bodil a la millor pel·lícula estatunidenca per Wayne Wang i Paul Auster
- 1996. David di Donatello al millor actor estranger per Harvey Keitel
- 1996. Independent Spirit al millor primer guió per Paul Auster

### Nominacions
- 1995. Os d'Or al Festival de Cinema de Berlín per Wayne Wang
- 1996. César a la millor pel·lícula estrangera per Wayne Wang i Paul Auster
- 1996. David di Donatello a la millor pel·lícula estrangera per Wayne Wang
- 1996. Independent Spirit al millor actor secundari per Harold Perrineau

## Banda sonora
La banda sonora original de la pel·lícula conté aquests temes:
1. Brooklyn Boogie - Louis Prima
2. Cigarettes And Coffee - Jerry Garcia
3. Downtown Train - Tom Waits
4. Augie's Photo - Rachel Portman
5. Baby Wants Kisses - Annabouboula
6. Supastar - Group Home
7. Sexy Dumb Dumb - Sophia George
8. Hong Kong - Screamin' Jay Hawkins
9. Preludi i fuga per a piano, de Dmitri Xostakóvitx - Tatiana Nikolaeva
10. Snow Story - Rachel Portman
11. Innocent When You Dream - Tom Waits
12. Smoke Gets In Your Eyes - Jerry Garcia

## Localitzacions
La pel·lícula va ser rodada a Brooklyn (un districte de Nova York), i també a les localitats de Phillipstown, Garrison, Peekskill, i al Comtat de Westchester (Nova York).